# Troglohyphantes liburnicus
Troglohyphantes liburnicus là một loài nhện trong họ Linyphiidae.
Loài này thuộc chi Troglohyphantes. Troglohyphantes liburnicus được Lodovico di Caporiacco miêu tả năm 1927.